# Encyclopédie en ligne
Vous pouvez aider à l'améliorer ou bien discuter des problèmes sur sa page de discussion.
- Il ne cite pas suffisamment ses sources. Vous pouvez indiquer les passages à sourcer avec {{référence nécessaire}} ou {{Référence souhaitée}}, et inclure les références utiles en les liant aux notes de bas de page. (Marqué depuis juin 2009)
- Il contient une ou plusieurs listes. Le texte gagnerait à être rédigé sous la forme d’un ou plusieurs paragraphes synthétiques, afin d’être plus agréable à lire. (Marqué depuis septembre 2023)
- Il doit être recyclé. La réorganisation et la clarification du contenu sont nécessaires. (Marqué depuis mai 2016)

- Archive Wikiwix
- Bing
- Cairn
- DuckDuckGo
- E. Universalis
- Gallica
- Google
- G. Books
- G. News
- G. Scholar
- Persée
- Qwant
- (zh) Baidu
- (ru) Yandex
- (wd) trouver des œuvres sur Wikidata

|  |

Une encyclopédie en ligne est une encyclopédie disponible sur Internet. Il en existe de nombreuses formes, certaines n'étant que le développement d'encyclopédies imprimées, d'autres totalement inédites.
Les encyclopédies en ligne peuvent être « fermées » ou « libres », payantes ou gratuites. Une encyclopédie en ligne payante est généralement le prolongement d'une encyclopédie préexistant sous une forme imprimée (comme Encyclopædia Universalis). Elle est souvent moins chère que dans sa forme imprimée et certains y voient même une concurrence au papier ; une encyclopédie en ligne gratuite est généralement spécialisée, parfois rédigée par des amateurs. Certains projets spécifiques comme Wikipédia permettent une participation volontaire et ouverte au grand public.

## Typologie

### Encyclopédies traditionnelles en ligne

#### Description
Les encyclopédies traditionnelles en ligne sont souvent issues d'une édition imprimée. Elles possèdent un fonctionnement identique : signature des articles par des spécialistes et éléments biographiques sur ces derniers. Elles possèdent aussi la même réputation. En effet, à l'origine les encyclopédies en ligne étaient des doubles informatiques des encyclopédies imprimées. Ces encyclopédies sont généralement payantes. 
Elles peuvent être généralistes : elles regroupent de nombreux domaines de la connaissance. Pour pouvoir garder leur unité, elles doivent être organisées. Dans le monde de l'imprimé, on parle de classement, alors qu'en informatique on préfère parler de catégorisation. Les principales catégories internes dans les encyclopédies en ligne sont la géographie, la littérature et l'histoire. Il existe d'autres catégories principales, ainsi que de nombreuses sous-catégories. 
Il existe aussi des encyclopédies spécifiques comme le Quid (1963-2007).
La première caractéristique des encyclopédies en ligne fut la création du lien hypertexte permettant une nouvelle approche des informations. Par la suite, les encyclopédies payantes se dotèrent d'un système de recherche sur internet. L'encyclopédie n'existait donc plus uniquement en soi, mais était aussi intégrée dans le monde de l'internet.
Les encyclopédies payantes s'inscrivent donc dans l'héritage de la fiabilité de leur publication imprimée, mais se veulent aussi plus interactives (vidéos et liens externes / internes).

#### Encyclopédies payantes
Encyclopédies payantes en français les plus connues :
- Universalis en ligne
- Encarta (2000-2009)

### Encyclopédies collaboratives
Ce sont des encyclopédies gratuites, sans publicité et qui regroupent de nombreux domaines. Les articles présents dans l'encyclopédie sont produits par toute personne qui le souhaite et sans validation préalable. Tout ce qu'écrivent les contributeurs peut être supprimé ou modifié dans le respect des règles du projet.
C'est un phénomène qui date du début du 21e siècle, difficile à appréhender car chaque lecteur ou auteur de cet article est en lui-même acteur du phénomène qu'il étudie.

#### Exemple de Wikipédia
Le projet Wikipédia est lancé le 15 janvier 2001, par Jimmy Wales et Larry Sanger, en utilisant un wiki qui permet la création, la modification et l'illustration collaboratives de pages à l'intérieur d'un site web. Wikipédia est définie par une ouverture éditoriale très forte. Elle revendique une appartenance au genre encyclopédique tout en étant en accord avec l'idéologie du wiki, ce qui engendre de nombreux débats entre les contributeurs. Elle est aujourd'hui l'encyclopédie la plus consultée au monde.
Le principe d'une encyclopédie collaborative comme Wikipédia fonctionne notamment grâce à des règles établies par les contributeurs. De nombreux canaux de discussion sont disponibles sur le site de l'encyclopédie.
Gilles Sahut, chercheur en sciences de l'information et de la communication, a analysé les canaux de communication sur Wikipédia et identifie deux logiques prédominantes qui font que Wikipédia fonctionne. La « logique wiki » confère une grande souplesse à la contribution car ce qui est visé est le plus grand nombre de participations à l'encyclopédie. A contrario, la « logique encyclopédique » souhaite donner l'image la plus crédible possible à l'encyclopédie, notamment grâce aux règles relatives aux sources présentes dans chaque article ; c'est aussi à la suite de conversations entre contributeurs que des bandeaux ont été créés, permettant aux internautes de savoir si l'article qu'ils consultent est fiable.
Une autre chercheuse s'est penchée sur le cas de Wikipédia comme encyclopédie collaborative en ligne : Marie-Noëlle Doutreix s'est intéressée au traitement de l'actualité au sein de Wikipédia. Elle s'est basée elle aussi sur des discussions entre wikipédiens. Pouvoir écrire directement après la diffusion de l'information par un média a été un sujet de débat au sein de la communauté wikipédienne. Selon un sondage sur le délai entre l'événement et la production d'un article, seulement 11% des contributeurs recommandent un délai certain pour préserver l'image de Wikipédia comme une encyclopédie en ligne fiable. Certains contributeurs souhaitent également éviter de trop fortes réactions sur des actualités dites « polémiques ». Le reste des participants au sondage ne souhaite pas de délai : traiter directement l'actualité permettrait de comprendre directement ce qu'il se passe à un moment donné dans le monde et si l'événement venait à se modifier, on modifierait alors également les articles comme c'est possible de le faire.

#### Évolution des encyclopédies collaboratives
La difficulté de ces projets est la concurrence. En effet, la stratégie des différents sites repose surtout sur l'attribution d'un maximum de contributeurs et les initiatives de collaboration commune sont très rares.
Il n'existe pas réellement d'étude précise sur le domaine mais en comparant l'évolution des articles on peut faire quelques remarques :
1. les articles d'informatique sont très nombreux et même souvent plus à jour et plus complets que dans les encyclopédies payantes.
2. les articles d'actualité manquent souvent d'approfondissement.
3. les projets sont de moins en moins professionnels et des articles divers apparaissent.

### Autres formes
Les formes restantes sont des encyclopédies gratuites fermées, c'est-à-dire celles réalisées en amateur.

#### Domaines principaux
Les encyclopédies gratuites mais fermées sont historiquement issues de la volonté de créer une communauté d'entraide informatique. Les plus anciennes concernent donc l'informatique.
On assiste actuellement à un élargissement de ces catégories. En plus, avec la création des sites personnels, des encyclopédies semi-professionnelles voient le jour. Il s'agit souvent de sites de personnalités du domaine (ex: encyclopédie de la pêche réalisée par une association de pêche). Des encyclopédies gratuites et professionnelles voient aussi le jour : il s'agit d'encyclopédies réalisées dans un but de profit mais dont le financement provient de la publicité réalisée sur le site.
Les encyclopédies gratuites mais fermées fonctionnent souvent sur le système d'une page personnelle. Elles sont alimentées par des contributions dans le cadre d'une œuvre commune réalisée par un nombre limité de personnes, avec l'autorisation de l'administrateur du site.

#### Évolution
Auparavant, ces projets n'étaient que le résultat d'initiatives individuelles mais de plus en plus, la création d'une encyclopédie gratuite devient un bon projet d'investissement que ce soit pour elle-même (site consacré à l'encyclopédie) ou pour augmenter le trafic sur un site et donc augmenter sa notoriété[réf. incomplète].
La notion de gratuité semble donc disparaître au profit d'une professionnalisation des contributions. En effet, une encyclopédie même gratuite doit posséder un certain niveau de qualité pour supplanter ses concurrentes.

## Critiques
Cependant, les encyclopédies en ligne ne se sont pas développées sans protestations, certaines en raison même de l'utilisation de l'outil informatique, certaines spécifiques à leur catégorie.
Les critiques générales sont la suppression des papiers, le manque de recul sur l'information, le risque de trafic des informations, la perte du côté humain, la non-responsabilité.
Les critiques particulières aux projets en participation sont les problèmes de copyright, les liens avec la publicité, le manque de sérieux des informations, ainsi que les problèmes de cabales, de relations humaines et de gamification. Larry Sanger (cofondateur de Wikipédia, actuellement directeur de systèmes d'information à Everipedia) est allé jusqu'à parler de la communauté de Wikipédia en anglais comme « des détenus qui tiennent l'asile ».

## Point de vue sociologique
Un certain nombre d'auteurs - Michel Foucault, Régis Debray, etc. - suggèrent qu'il est difficile aux acteurs d'un épistémè de penser ce qu'ils sont en train de découvrir, d'inventer. Pour ce qui est du concept d'encyclopédie en ligne, il n'est mis en œuvre que depuis quelques années.
À la charnière des épistémès précédents, le progrès s'est fait par « bond ». Lorsque apparaît une nouvelle possibilité technique de médiatisation, les savoirs se voient « subitement » transportés par ce nouveau véhicule. L'Encyclopédie de Diderot et D'Alembert est rendue possible par les progrès de l'imprimerie et de la fabrication papetière. Un siècle plus tard, les rotatives permettent la revue scientifique et la revue de vulgarisation.
À chaque étape, la durée de vie du texte est potentiellement plus courte. Avec l'usage d'un wiki, la durée de vie d'un texte publié peut être réduite à quelques minutes. L'herméneutique de cette situation inédite devra faire appel à une multitude de regards, à une approche multiréférentielle.
Penser l'encyclopédie en ligne c'est en particulier clarifier ce qui reste des qualités des médiatisations antérieures – encyclopédie papier, ouvrages et revues de vulgarisation scientifique, etc. et ce qui est radicalement nouveau.

### Une nouvelle approche des connaissances
Les liens créés par l'informatique, la rapidité des informations, la perte de contact humain sont une nouvelle approche de l'encyclopédie, non présente dans l'encyclopédie papier. Les informations ne sont plus présentées par des experts, mais elles sont co-construites par la communauté dans un processus de coopération intense.

### La création de nouveaux liens sociaux
Les encyclopédies en ligne ont la possibilité de créer de nouveaux liens sociaux.
Wikipédia, par exemple dispose de fils de discussions accessibles à tous les collaborateurs permettant de confronter des points de vue, afin d'améliorer l'encyclopédie et la rendre plus fiable.